# Región Pátzcuaro
La Región Pátzcuaro o Región Lacustre es una de las diez regiones socioeconómicas en que se divide el estado de Michoacán, para la planeación de las acciones, promover el desarrollo y satisfacer las necesidades de la población. Se localiza en el centro del estado.

## Municipios de la Región
La Región Pátzcuaro está conformada por los siguientes municipios:
| Municipio          | Población |
| Pátzcuaro          | 98 382    |
| Salvador Escalante | 49 896    |
| Quiroga            | 27 176    |
| Erongarícuaro      | 15 715    |
| Tzintzuntzan       | 14 911    |
| Huiramba           | 9 015     |
| Lagunillas         | 5 745     |
| Total              | 220 840   |